# Skörstorps församling
Skörstorps församling var en församling i Skara stift och i Falköpings kommun. Församlingen uppgick 2010 i Åslebygdens församling. 

## Administrativ historik
Församlingen har medeltida ursprung. 
Församlingen var till 1 maj 1925 annexförsamling i pastoratet Hångsdala, Skörstorp och (Östra) Gerum för att därefter till 1962 vara annexförsamling i pastoratet Dimbo, Ottravad, Hångsdala, Skörstorp och Östra Gerum. Från 1962 till 1998 var den annexförsamling i pastoratet Valstad, Kymbo och Vättak, Suntak, Hångsdala, Skörstorp och Östra Gerum. Från 1998 till 2010 var församlingen annexförsamling i pastoratet Falköping, Torbjörntorp, Friggeråker, Slöta, Karleby, Åsle, Mularp, Tiarp, Skörstorp, Yllestad och Marka och till 2006 Luttra, Näs församling, Vistorp, Vartofta-Åsaka och KälvenseFörsamlingen uppgick 2010 i Åslebygdens församling.

## Kyrkor
- Skörstorps kyrka